# Salle Krešimir Ćosić
La salle Krešimir Ćosić est une salle omnisports située à Zadar en Croatie. Elle est principalement utilisée pour le handball et le basket-ball. Elle doit son nom à l'ancien joueur de basket-ball Krešimir Ćosić.
La salle Krešimir Ćosić a une capacité de 7 847 places. C'est le domicile du KK Zadar.

## Histoire
Achevée en mai 2008, la salle est utilisée pour le Championnat du monde de handball masculin 2009. Le 3 octobre 2008, son nom officiel est devenu Dvorana Krešimira Ćosića. Ses anciens noms étaient Sportski Centar Višnjik et Zadar Arena.

## Événements
- Championnat du monde masculin de handball 2009
- Challenger Cup féminine de volley-ball 2022